# Női 100 méteres hátúszás az 1974-es úszó-Európa-bajnokságon
Az 1974-es úszó-Európa-bajnokságon a női 100 méteres hátúszás selejtezőit augusztus 22-én a döntőt augusztus 23-án tartották. A versenyszámban 20-an indultak. A győztes az NDK-beli Ulrike Richter lett, aki a selejtezőben és döntőben is világcsúcsot úszott. A magyar induló Czövek Zsuzsa a 9. helyen végzett.

## Rekordok
|            | Név            | Nemzet | Idő     | Helyszín | Dátum           |
| ---------- | -------------- | ------ | ------- | -------- | --------------- |
| Világcsúcs | Ulrike Richter | NDK    | 1:04,43 | Rostock  | 1974. július 8. |

A versenyen új rekord született:
| Európa-bajnoki csúcs | selejtező | Ulrike Tauber  | NDK | 1:05,29 | Bécs, Ausztria | augusztus 22. |
| világcsúcs           | selejtező | Ulrike Richter | NDK | 1:04,09 | Bécs, Ausztria | augusztus 22. |
| világcsúcs           | döntő     | Ulrike Richter | NDK | 1:03,30 | Bécs, Ausztria | augusztus 23. |

## Eredmények
A rövidítések jelentése a következő:
| - Q: továbbjutás időeredmény alapján - ECR: Európa-bajnoki rekord | - WR: világ rekord - ER: Európa-rekord | - NR: országos rekord |

### Selejtezők
| Helyezés | Futam | Név                        | Nemzet             | Idő     | Megj.  |
| -------- | ----- | -------------------------- | ------------------ | ------- | ------ |
| 1        | 3     | Ulrike Richter             | NDK                | 1:04,09 | Q, WR  |
| 2        | 1     | Ulrike Tauber              | NDK                | 1:05,29 | Q, ECR |
| 3        | 3     | Sylvie Le Noach            | Franciaország      | 1:07,10 | Q      |
| 4        | 2     | Enith Brigitha             | Hollandia          | 1:07,18 | Q      |
| 5        | 1     | Paula van Eyk              | Hollandia          | 1:07,55 | Q      |
| 6        | 2     | Nagyezsda Sztavko          | Szovjetunió        | 1:07,80 | Q      |
| 7        | 2     | Angelika Grieser           | NSZK               | 1:07,89 | Q      |
| 8        | 3     | Sylvie Charrier            | Franciaország      | 1:08,09 | Q      |
| 9        | 2     | Czövek Zsuzsa              | Magyarország       | 1:08,11 |        |
| 10       | 1     | Cristina Stuttgard         | Olaszország        | 1:08,44 |        |
| 11       | 3     | Margaret Kelly             | Egyesült Királyság | 1:08,55 |        |
| 12       | 3     | Silke Pielen               | NSZK               | 1:08,65 |        |
| 13       | 1     | Antonella Roncelli         | Olaszország        | 1:08,86 |        |
| 14       | 1     | Cecile Bösch               | Svájc              | 1:08,89 |        |
| 15       | 2     | Diana Olsson               | Svédország         | 1:09,05 |        |
| 15       | 3     | Klavgyija Sztudennyikova   | Szovjetunió        | 1:09,05 |        |
| 17       | 1     | Bente Eriksen              | Norvégia           | 1:09,43 |        |
| 18       | 3     | Françoise Chauvin          | Belgium            | 1:09,67 |        |
| 19       | 2     | Herminia Jaqueti           | Spanyolország      | 1:12,26 |        |
| 20       | 1     | Anasztaszia Konsztandinidu | Görögország        | 1:17,44 |        |

### Döntő
| Helyezés | Név               | Nemzetiség    | Idő     | Megj. |
| -------- | ----------------- | ------------- | ------- | ----- |
|          | Ulrike Richter    | NDK           | 1:03,30 | WR    |
|          | Ulrike Tauber     | NDK           | 1:05,07 |       |
|          | Enith Brigitha    | Hollandia     | 1:05,94 |       |
| 4        | Sylvie Le Noach   | Franciaország | 1:07,17 |       |
| 5        | Sylvie Charrier   | Franciaország | 1:07,75 |       |
| 6        | Nagyezsda Sztavko | Szovjetunió   | 1:07,81 |       |
| 6        | Angelika Grieser  | NSZK          | 1:07,81 |       |
| 8        | Paula van Eyk     | Hollandia     | 1:07,95 |       |